# Clemente Pujol de Guastavino
Clemente Pujol de Guastavino (c. 1850-c. 1905) fue un pintor español del siglo XIX.

## Biografía

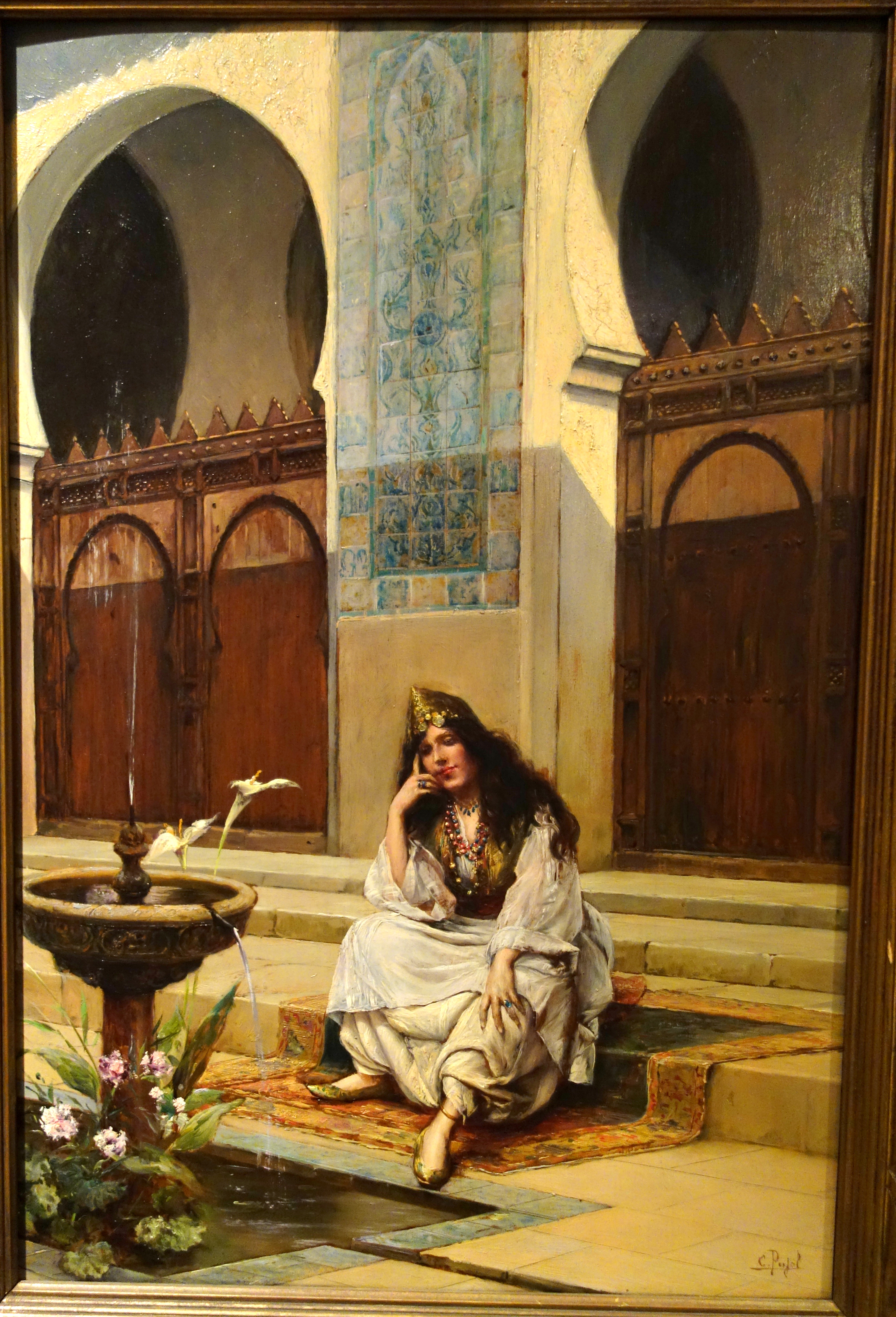
Cuadro de Pujol

Pintor discípulo de la Escuela de Barcelona, residió en París, en cuyas Exposiciones anuales habría tomado parte desde 1876, presentando entre otras obras El desdén, La jugadora de manos y Un amateur de Fayence. Su periodo vital ha llegado a ser descrito como «c. 1850-1905».